# 吉田豊 (ゲームクリエイター)
吉田 豊（よしだ ゆたか）は大阪府出身のゲームデザイナー（ゲームクリエイター）。元スクウェア・エニックス、バンダイナムコゲームス所属で、2016年現在カプコン所属。

## 概要
大阪府出身。理学部4年制大学卒業後、スクウェア（現スクウェア・エニックス）に入社。
『オールスタープロレスリング』、『オールスタープロレスリングⅡ』などのゲームデザイナーをつとめる。
2002年、ナムコ（後のバンダイナムコゲームス）へ入社。
ディレクターとして任天堂とナムコのコラボレーション企画であった『スターフォックスアサルト』のプロジェクトに携わる。
多人数対戦ゲームの開発にこだわりを持ち、そのことは開発者インタビューでも語られている。
その後、バンダイナムコゲームスを退社。カプコンに活躍の場を移し、『ロストプラネット2』のアシスタントプロデューサーを担当した。

## 主な担当作品
- オールスタープロレスリング
- オールスタープロレスリングII
- スターフォックスアサルト
- 僕の私の塊魂（Me & My Katamari）
- スマッシュコートテニス3
- ロスト プラネット 2